# Vale of Clwyd and Conwy Football League
Vale of Clwyd and Conwy Football League là một giải bóng đá thành lập năm 1973 do sự hợp nhất của Dyserth League và Halkyn Mountain League.  Ngoại Hạng nằm ở cấp độ 5 của Hệ thống giải bóng đá Wales tại Đông Bắc Wales.
Giải đấu tổ chức nhiều giải cúp:  President's Cup, Premier Cup, Halkyn Cup và REM Jones Cup.  Các đội bóng cũng tham gia FAW Trophy, Barritt Cup và Cúp bóng đá Wales.  Cùng với các câu lạc bộ ở Anglesey League và Caernarfon & District League, các đội bóng cùng tranh tài ở North Wales Coast Junior Cup.

## Câu lạc bộ mùa giải 2016-17

### Ngoại Hạng
| Câu lạc bộ          | Sân vận động        | Vị thứ mùa giải 2015-16 |
| ------------------- | ------------------- | ----------------------- |
| Abergele            | Roundabout Field    | thứ 10                  |
| Llanfairfechan Town | Recreation Ground   | thứ 1 Vô địch           |
| Llanefydd           | Cae Llanefydd       | thứ 2                   |
| Llansannan          | Cae Chwarae         | thứ 6                   |
| Machno United       | Tyn Ddol            | thứ 7                   |
| Old Colwyn          | Glan Y Don          | thứ 5                   |
| Rhyl Athletic       | Coronation Gardens  | thứ 4                   |
| Rhyl Rovers         | Rhydwen Close Field | thứ 8                   |
| Rhyl Town           | Coronation Gardens  | thứ 3                   |

### Hạng Nhất
| Câu lạc bộ                | Sân vận động                 | Vị thứ mùa giải 2015-16 |
| ------------------------- | ---------------------------- | ----------------------- |
| Betws-y-Coed              | Cae Llan                     | thứ 10                  |
| Bro Cernyw                | Bro Cernyw Primary School    | thứ 4                   |
| Cerrigydrudion            | Primary School Field         | thứ 8                   |
| Cymru Hotspur             | Fford Las Field              |                         |
| Denbigh Albion            | Central Park                 |                         |
| Llandudno Athletic        | The Oval                     | thứ 7                   |
| Llanfairfechan Town Dự bị | Recreation Ground            | thứ 1 Vô địch           |
| Llysfaen                  | Dolwen Road                  | thứ 9                   |
| Rhos United Dự bị         | Brookfield Drive             | thứ 3                   |
| Rhyl Youth                | Pengwern Hall & Fford Derwen |                         |
| St Asaph City Youth       | Roe Plas                     |                         |
| Y Glannau                 | Glan Clwyd Sports Centre     | thứ 6                   |